# Adrien-Louis Cochelet
 Adrien-Louis Jules Cochelet (Charleville, 29 april 1788 - Parijs, 8 maart 1858) was een Frans ambtenaar, diplomaat en politicus ten tijde van het Tweede Franse Keizerrijk.

## Biografie
Nadat hij verscheidene functies had uitgeoefend in de Franse administratie en het Franse leger tijdens het Eerste Franse Keizerrijk, ondernam Cochelet reizen naar Polen, Rusland, Zweden, Denemarken en Nederland. Koning Karel X benoemde hem in 1825 tot consulair agent in Riga, om vervolgens in 1827 te worden benoemd tot consul in Brazilië en Mexico.
In 1832 stuurde minister van Buitenlandse Zaken Victor de Broglie hem naar Lissabon. Nadien was hij consul-generaal in het Vorstendom Walachije, in Moldavië en in Alexandrië. In 1841 werd hij terug naar Frankrijk geroepen. Koning Lodewijk Filips benoemde hem toen tot staatsraad. Deze functie zou hij uitoefenen tot het einde van de Julimonarchie in 1848. Tijdens het Tweede Franse Keizerrijk werd hij een tweede maal staatsraad.
Op 27 november 1857 werd Cochelet door keizer Napoleon III benoemd tot senator. Hij zou in de Senaat blijven zetelen tot zijn overlijden enkele maanden later, in maart 1858.

## Onderscheidingen
Hij was commandeur in het Legioen van Eer, ridder in de Orde van de IJzeren Kroon en ridder in de Orde van het Heilig Graf van Jeruzalem.